# Westliche Karawanken
Die Westlichen Karawanken (slowenisch: Zahodne Karavanke) – auch Kepa-Golica-Stola-Košuta-Kette genannt – sind ein Teil des Karawankengebirges, westlich der Grenzlinie zwischen Österreich (Kärnten) und Slowenien (Oberkrain). Sie liegen zu einem geringen Teil in Italien (Provinz Udine).

## Geographische Klassifikation
Nach SOIUSA (Internationale vereinheitlichte orographische Einteilung der Alpen) sind die Westlichen Karawanken ein Teil der Südlichen Ostalpen nach folgender Klassifikation:
- Teil = Ostalpen
- Sektor = Südliche Ostalpen
- Abschnitt = Kärntnerisch–Slowenische Alpen
- Unterabschnitt = Karawanken (SOIUSA Nummer = II/C-35.I)
- Obergruppe = Westliche Karawanken
- SOIUSA Nummer Westliche Karawanken =  II/C-35.I-A

Die Karawanken sind in drei Obergruppen unterteilt
- Westliche Karawanken (slowenisch: Zahodne Karavanke) – SOIUSA  Nummer:II/C-35.I-A – dieser Artikel
- Nördliche Karawanken – (nur auf österreichischem Gebiet) SOIUSA Nummer:II/C-35.I-B
- Östliche Karawanken (slowenisch: Vzhodne Karavanke) – SOIUSA Nmmer:II/C-35.I-C

## Gipfel
Bekannte Gipfel der Westkarawanken sind:
- Hochstuhl (Veliki Stol) – 2237 m
- Wertatscha (Vrtača) – 2180 m
- Mittagskogel (Kepa) – 2145 m
- Koschuta (Košuta) – 2133 m
- Klagenfurter Spitze – 2116 m
- Weinasch – 2099 m
- Veliki vrh – 2060 m
- Begunjščica  – 2060 m
- Selenitza – 2026 m
- Potoški Stol 2017 m
- Edelweißspitze – 1995 m
- Bärenkogel – 1979 m
- Bielschitza – 1959 m
- Kahlkogel (Golica) – 1835 m
- Mallestiger Mittagskogel – 1801 m
- Dreiländereck (Pec) – 1508 m